# Diculești
Diculești è un comune della Romania di 2 105 abitanti, ubicato nel distretto di Vâlcea, nella regione storica dell'Oltenia. 
Il comune è formato dall'unione di 4 villaggi: Băbeni-Oltețu, Budești, Colelia, Diculești.
Diculeşti è divenuto comune autonomo nel 2004, staccandosi dal comune di Făurești.